# Haustra
In anatomia le haustra sono le tasche (haustrum in latino vuol dire proprio tasca), gli affossamenti presenti fra due pliche mucose trasversali del colon.

## Patologia
Possono essere assenti nella rettocolite ulcerosa.